# Flick of the Switch
Flick of the Switch — дев'ятий студійний альбом гурту AC/DC, випущений у 1983 році.

## Список композицій
Всі пісні написані Ангусом Янгом, Малколмом Янгом і Браяном Джонсоном
| #   | Назва                   | Тривалість |
| --- | ----------------------- | ---------- |
| 1.  | «Rising Power»          | 3:43       |
| 2.  | «This House Is on Fire» | 3:23       |
| 3.  | «Flick of the Switch»   | 3:13       |
| 4.  | «Nervous Shakedown»     | 4:27       |
| 5.  | «Landslide»             | 3:57       |
| 6.  | «Guns for Hire»         | 3:24       |
| 7.  | «Deep in the Hole»      | 3:19       |
| 8.  | «Bedlam in Belgium»     | 3:52       |
| 9.  | «Badlands»              | 3:38       |
| 10. | «Brain Shake»           | 4:00       |

## Музиканти
- Браян Джонсон — вокал
- Анґус Янґ — електрогітара
- Малколм Янґ — ритм-гітара, бек-вокал
- Вільямс Кліфф  — бас-гітара, бек-вокал
- Філ Радд — барабани